# IC 3684
IC 3684 ist eine linsenförmige Zwerggalaxie vom Hubble-Typ dS0 im Sternbild Jungfrau auf der Ekliptik. Sie ist schätzungsweise 50 Millionen Lichtjahre von der Milchstraße entfernt und hat einen Durchmesser von etwa 15.000 Lichtjahren. Unter der Katalognummer VVC 1921 wird sie als Mitglied des Virgo-Galaxienhaufens gelistet.
Im selben Himmelsareal befinden sich u. a. die Galaxien NGC 4621, IC 809, IC 3670, IC 3672.
Das Objekt wurde am 10. Mai 1904 von Royal Harwood Frost entdeckt.